# Замок Дангалф
Замок Дангалф (англ. Dungulph Castle) — один із замків Ірландії, розташований у графстві Вексфорд.

## Історія замку Дангалф
Замок Дангалф являє собою укріплений будинок, що поділений на чотири відсіки. Замок був суттєво перебудований в 1917 році. Замок складається з прямокутного будинку і круглої вежі. Реставрація замку здійснена 1955 року. Дах плоский, з парапетами і прихованими водостічними трубами. Підпірки чавунні, восьмикутні. У стіни вмуровані грубо тесані гранітні брили. Збереглися дерев'яні подвійні двері, барельєфи. Віконні прорізи квадратні. Замок Дангалф є важливим елементом історико-культурної спадщини південного Вексфорда. Часткову реконструкцію замку зробив Майкл Клоні (1867—1934) використовуючи послуги фірми «Фермер і Міллер» починаючи з 1911 року.